# Gerhard Eikenbusch
Gerhard Eikenbusch (auch: Gerd Eikenbusch; * 3. September 1952 in Wimbern, Kreis Soest) ist ein deutscher Pädagoge und Schriftsteller.

## Leben
Gerhard Eikenbusch legte 1972 die Reifeprüfung ab und begann nach dem Zivildienst ein Studium der Germanistik und Pädagogik an der Universität Bochum. Daneben war er als Mitarbeiter und Autor fürs Kinder- und Jugendtheater tätig. Ab 1985 wirkte er als wissenschaftlicher Mitarbeiter in der Lehrerfortbildung. 2001 schloss er seine Promotion zum Doktor der Philosophie ab. Nach dem Staatsexamen war er Gymnasiallehrer und ab 2002 Leiter des Archigymnasiums in Soest. Von 2008 bis 2016 leitete er die Deutsche Schule in Stockholm. Er war Redaktionsmitglied der Zeitschrift PÄDAGOGIK und  lange Mitglied der Jury des Deutschen Schulpreises und ist Lehrbeauftragter an der Universität Rostock.
Gerhard Eikenbusch verfasste neben zahlreichen Fachpublikationen besonders zu pädagogischen Themen auch Jugendbücher, Theaterstücke, Romane und Hörspiele. Seine erfolgreichsten erzählerische Werke sind der Roman „Und jeden Tag ein Stück weniger von mir“ über das Thema Magersucht und „Wie eine Feder im Flug“, eine Roman-Biographie über Johann Heinrich Pestalozzi und seinen Sohn Jacques.
Gerhard Eikenbusch ist Mitglied des Verbandes Deutscher Schriftsteller. Er erhielt u. a. 1976 den 1. Preis des Verbandes Deutscher Freilichtbühnen, 1980 den Förderpreis zum Joseph-Dietzgen-Preis sowie 1985 den Förderpreis für Literatur des Landes Nordrhein-Westfalen.

## Werke
- Nicht die Köpfe hängen lassen, Hamm 1979
- Auftritt von rechts, Frankfurt 1982
- Noch eben befriedigend. Roman. Essen 1982
- Eingemacht und durchgedreht, Fellbach 1983
- Jahrhundertglück, Stuttgart 1985
- Und jeden Tag ein Stück weniger von mir, Ravensburg 1985
- Wie eine Feder im Flug, Stuttgart 1989
- Zwischen Himmel und Erde, Rheinbreitbach 1993
- Fortbildung und Unterstützung für eine erweiterte Selbständigkeit von Schule, Bönen 1995 (zusammen mit Herbert Buchen und Christoph Burkard)
- Lehrerfortbildung in Schulentwicklungsprozessen, Bönen 1995
- Sozialdemokratisches und kommunistisches Kinder- und Jugendtheater in der Weimarer Republik, Frankfurt am Main [u. a.] 1997
- Praxishandbuch Schulentwicklung, Berlin 1998
- Praxishandbuch Evaluation in der Schule, Berlin 2000 (zusammen mit Christoph Burkard)
- Qualität im Deutschunterricht der Sekundarstufe I und II, Berlin 2001
- Starke Schüler – gute Schulen, Berlin 2003 (zusammen mit Christoph Burkard und Mats Ekholm)
- Mittelstufe neu gestalten, Weinheim 2006
- Wir können eine Menge erreichen, Hamburg 2013
- Non solo. Gedichte, Stockholm 2013
- Das Ende der Schönheit des Schiffbruchs. Gedichte, Stockholm 2019
- Mikado für Morgner, Grethem-Büchten u. Soest 2019 (zusammen mit Artur Dieckhoff)
- kleines alfabet. Gedichte, Grethem-Büchten 2020 (zusammen mit Artur Dieckhoff)
- Jugendliche in den Sekundarstufen, Weinheim 2019
- Wir machen Druck!, Hannover 2020 (zusammen mit Artur Dieckhoff)
- Schwäler auf dem Gipfel zur Macht! Eine Räuberpistole. (Roman), Büchten 2022 (mit Fotos von Klaus Raasch)
- Sinti und Roma in Lübeck von 1933 bis heute. Die Geschichte ihrer Verfolgung im Nationalsozialismus und das Unrecht an den Überlebenden nach 1945. (zusammen mit Elisabeth Eßer), Lübeck 2023
- Digitales Lesen, Hannover 2023 (zusammen mit Tilman von Brand und Brigitte Mues)
- Feuerfeste Autoren – Zur Erinnerung an die Bücherverbrennungen der Nationalsozialisten im Mai 1933. Menden 2023 (zusammen mit Helmut Kruse)
- Visualisieren im Deutschunterricht. Eine Einführung in Methoden und Praxisideen. Hannover 2024
- 33 Antworten für guten Deutschunterricht, Hannover 2025 (zusammen mit Tilman von Brand)

## Herausgeberschaft
- Schulentwicklung und Qualitätssicherung in Schweden, Bönen/Westf. 1995
- Kopfsprung, Düsseldorf 1996
- Lehrerfortbildung für Schulentwicklung, Bönen 1998
- Schulentwicklung international, Hamburg 2003 (herausgegeben zusammen mit Christoph Burkard)
- Lehrer-Kursbuch Statistik, Berlin 2004 (herausgegeben zusammen mit Timo Leuders)
- Jugendkrisen und Krisenintervention in der Schule, Hamburg 2007 (herausgegeben zusammen mit Ingo Spitczok von Brisinski)
- Was wissen wir über guten Unterricht?, Hamburg 2007 (herausgegeben zusammen mit Hans-Werner Heymann)

## Übersetzung
- Astrid Seeberger: Schamlose Neugier (aus dem Schwedischen), München 2014

## Belege
1. ↑   PÄDAGOGIK
2. ↑  Auswahlverfahren. Abgerufen am 27. Oktober 2022.

| Personendaten    | Personendaten                         |
| ---------------- | ------------------------------------- |
| NAME             | Eikenbusch, Gerhard                   |
| ALTERNATIVNAMEN  | Eikenbusch, Gerd                      |
| KURZBESCHREIBUNG | deutscher Pädagoge und Schriftsteller |
| GEBURTSDATUM     | 3. September 1952                     |
| GEBURTSORT       | Wimbern, Kreis Soest                  |